# Hattem

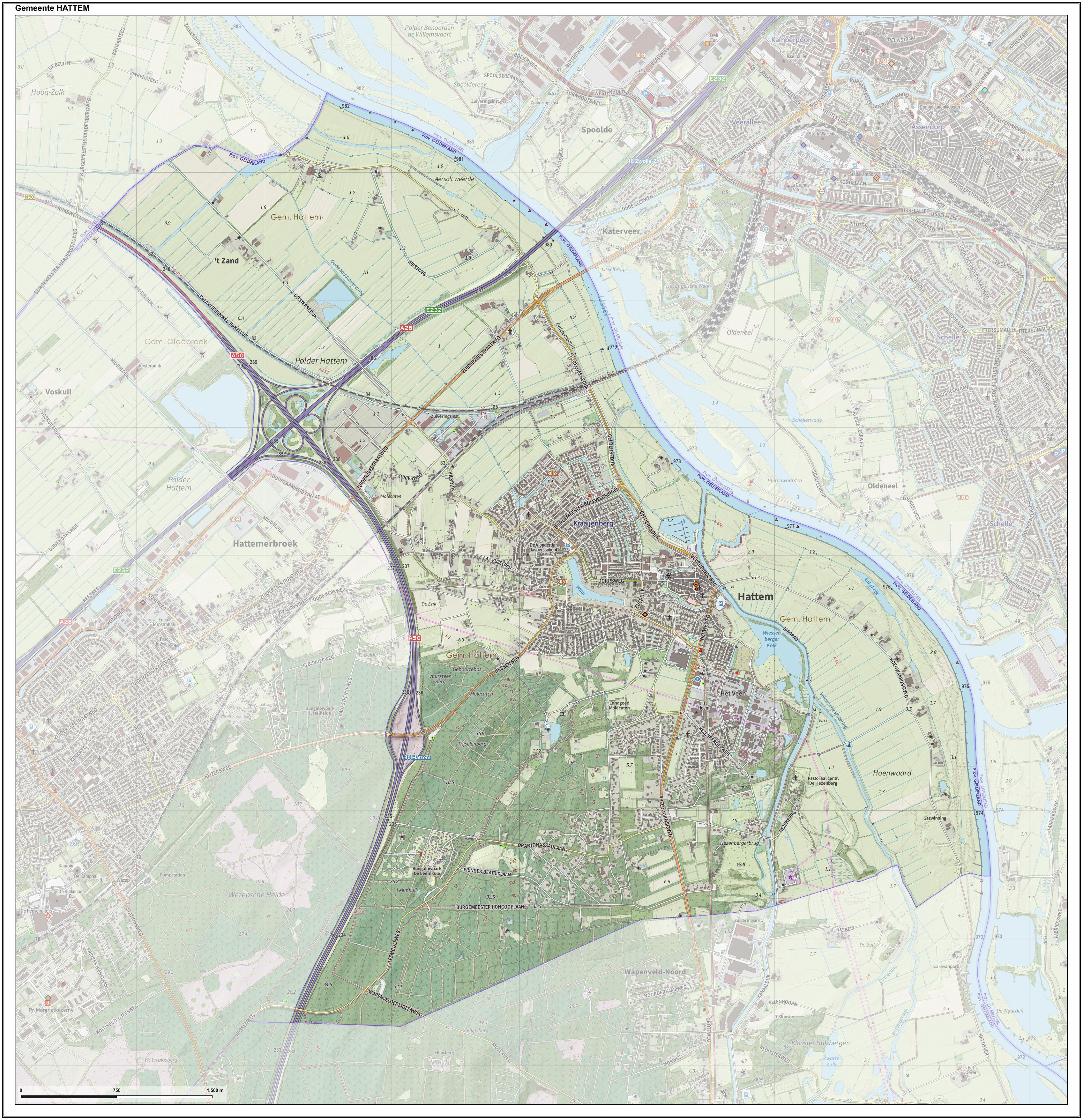
Topografische gemeentekaart van Hattem, september 2022

Hattem (uitspraakⓘ) (Hattems: Attem) is een Hanzestad en gemeente in de Nederlandse provincie Gelderland. De gemeente ligt op de grens met Overijssel en aan de noordrand van de Veluwe. Het telt 12.624 inwoners (22 november 2024, bron: CBS) en heeft een oppervlakte van 24,28 km² (waarvan 0,93 km² water). Binnen de gemeentegrenzen ligt de buurtschap 't Zand.

## Geschiedenis

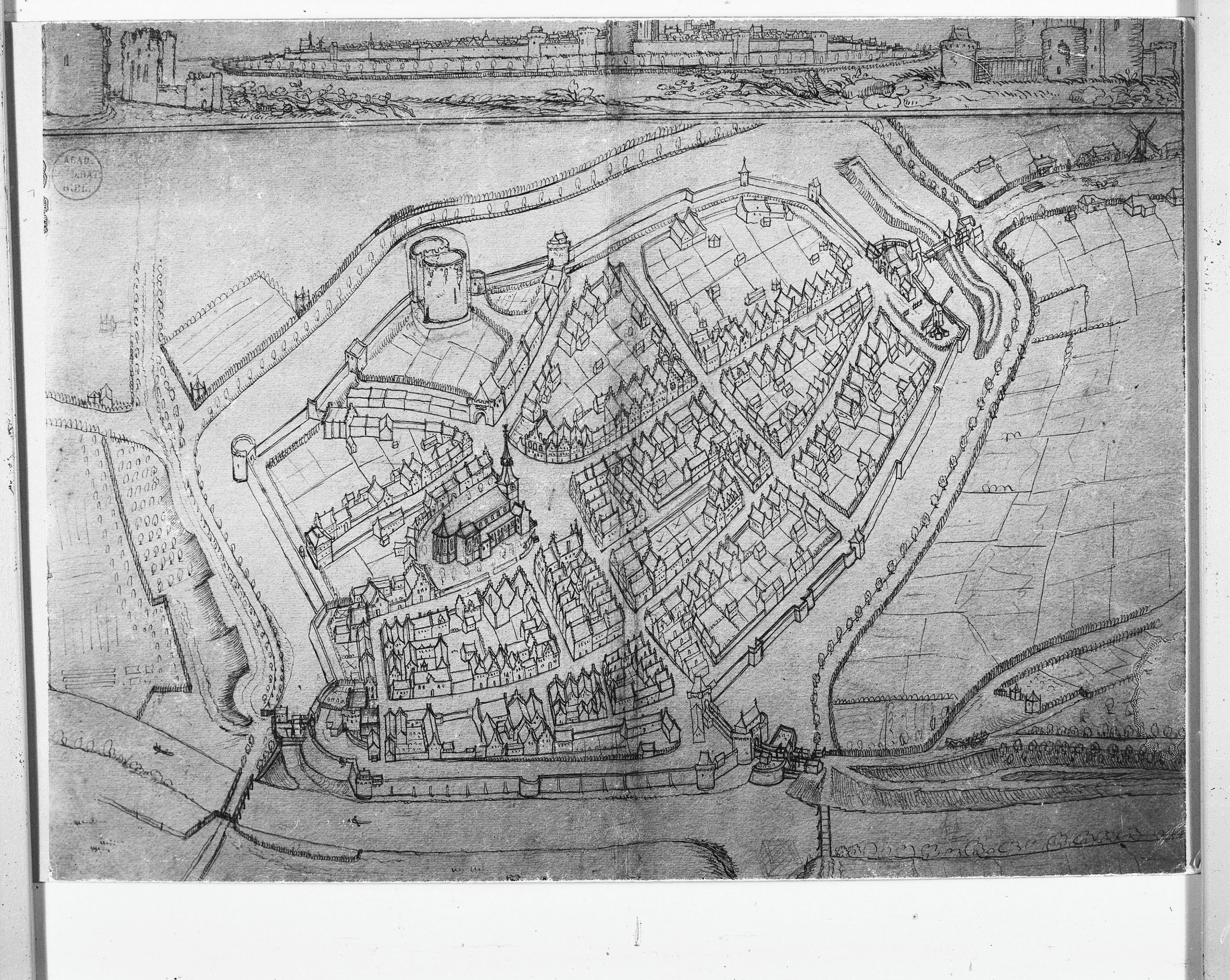
Historische plattegrond met panorama van de stad Hattem, uit de Bodel Nijenhuiscollectie van de Universiteitsbibliotheek Leiden

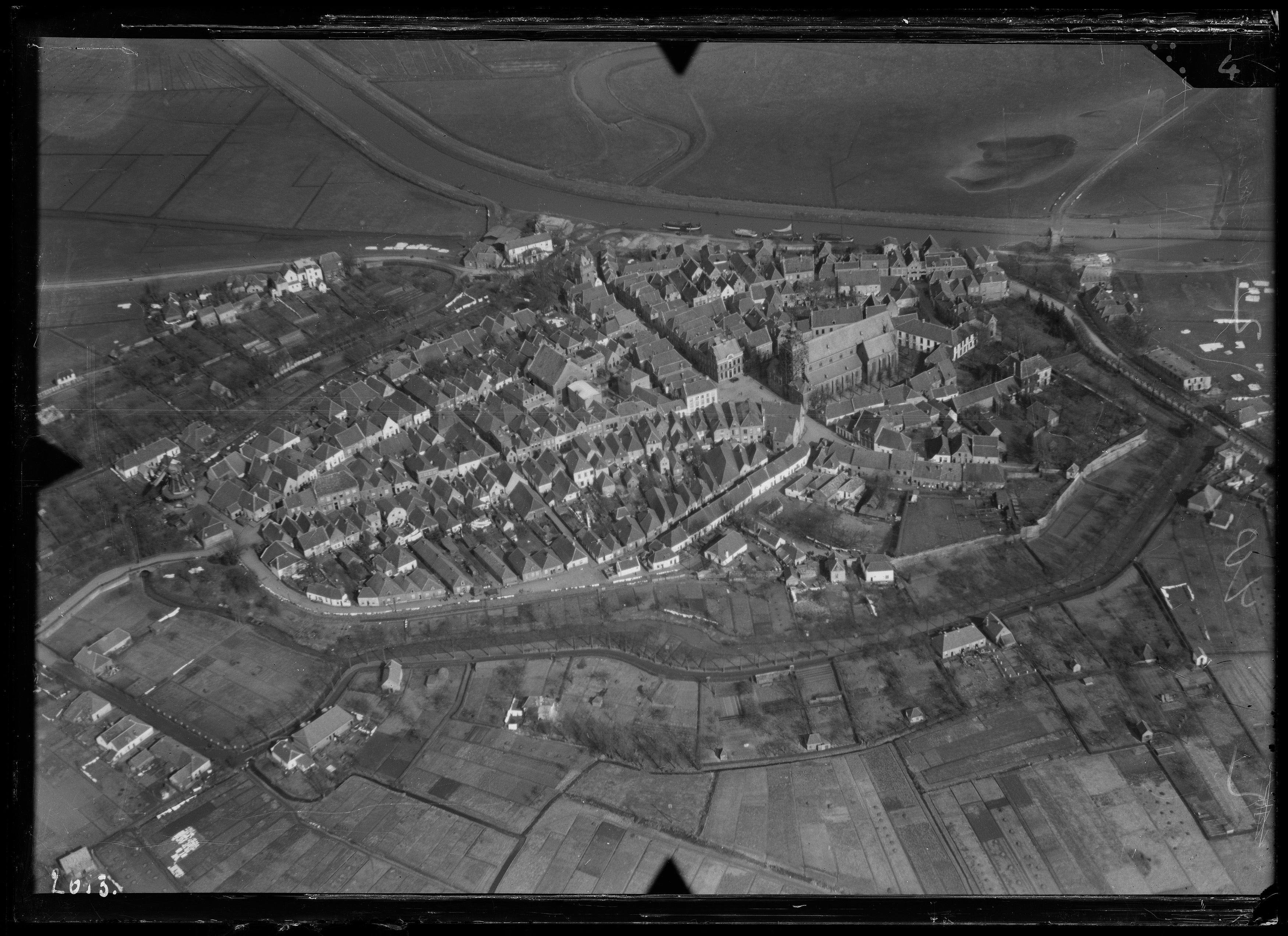
Luchtfoto van Hattem (1920-1940), Nederlands Instituut voor Militaire Historie.

De naam "Hattem" is een typische heemnaam. Wat deze naam betekent is onduidelijk. Er zijn grofweg twee veronderstellingen. Hattem zou het heem zijn van mensen die eerder tot de stam van de Chattuarii (ook wel Hattuarii of Hatten) behoorden, of het heem van mensen wier leider Hatto heette. De laatste veronderstelling is gebaseerd op het gegeven dat meer dan de helft van de heemnamen afgeleid is van een persoonsnaam. 
Hattem wordt omstreeks 800 voor het eerst in de geschiedschrijving genoemd. In de Codex Laureshamensis (het overzicht van bezittingen van de abdij Lorsch) wordt de nederzetting Hat-Heim genoemd, waar twee hoeven zouden staan die de abdij als gift had ontvangen.
Ondanks deze vroege vermelding was er in die tijd nog geen kerk of kapel in Hattem. In 1176 werd Hattem een zelfstandig kerspel. De kapel van 17,5 meter lang en 9,5 meter breed stond echter niet op de plek van het huidige centrum van Hattem, maar op de Gaedsbergh (Godsberg). De grenzen van deze parochie vallen samen met de latere grenzen van het rechtsgebied Hattem.

### Stadsrechten
Hattem kreeg zijn stadsrechten in 1299 van graaf Reinoud I van Gelre. De stad ontwikkelde zich overigens niet op de Gaedsbergh, maar op de plek waar het huidige centrum van Hattem zich bevindt. Wel wordt aangenomen dat daar al vroeg een kapel met toren stond, aangezien de tufstenen toren van de Hattemse kerk dateert uit de 12e eeuw. Dit betekent tevens dat met het verlenen van de stadsrechten in 1299 dus ook het kerkelijke centrum zich verplaatste van de Gaedsbergh naar de nieuwe stad. De nieuwe kerk werd gewijd aan de apostel Andreas en werd zo de patroonheilige van Hattem. Ook werd de stad voorzien van vestingwerken als poorten en muren.

### Dikke Tinne
Hertog Willem I van Gelre schonk aan de stad in 1401 de Hoenwaard, waar de burgers die binnen de stadsmuren woonden hun vee mochten laten grazen en steenbakken. In 1404 werd het kasteel St. Lucia gebouwd. In de volksmond zou dit gebouw bekend worden als "de Dikke Tinne". Deze naam dankt het kasteel aan de dikke muren, die de dikste van Nederland waren. In 1778 werd dit kasteel gesloopt, omdat de gemeente besloot om de stenen te verkopen. 

### Patriotten
In 1786 werden Hattem en Elburg bekend door een sterke patriottische beweging, onder leiding van de advocaat Herman Willem Daendels. Daar werden de prinsgezinde kandidaten voor de vroedschap niet geaccepteerd; de verkiezing werd als een interne zaak beschouwd. Binnen een maand hebben de troepen van stadhouder Willem V de opstand onderdrukt.

### Dijkpoort
Op geschiedkundig gebied heeft generaal F.A. Hoefer (1850-1938) belangrijk werk voor Hattem gedaan. Hoefer was getrouwd met C.M. baronesse Van Heemstra, zuster van de toenmalige burgemeester van Hattem (zie lijst van burgemeesters van Hattem). Door zijn toedoen werd in 1908 de Dijkpoort van de verpauperde stad gerestaureerd, die bovendien verfraaid werd met vier torentjes ontworpen door P.J.H. Cuypers.

### Tweede Wereldoorlog
Vlak voor de bevrijding in april 1945 van Hattem tijdens de Tweede Wereldoorlog, zijn er een aantal door de Duitsers gevangen genomen burgers, verzetsmensen en militairen gefusilleerd in de nabijheid van Hattem. Ter nagedachtenis hiervan zijn een tweetal oorlogsmonumenten geplaatst.

## Wapen en vlag

### Gemeentewapen
Verklaring Hoge Raad van Adel d.d. 11-02-1992. (Gelet op het Koninklijk Besluit van 25 november 1991, no. 91.008590).
In azuur een gekroonde dubbelstaartige leeuw, tussen de staarten vergezeld van een ster, alles in goud. Het schild gedekt met een gouden kroon van vijf bladeren en gehouden door twee leeuwen van natuurlijke kleur. De gekroonde leeuw met dubbele staart is door de landsheren van Gelre in hun wapen gebruikt vanaf het moment (1339) dat zij tot hertog werden verheven. Nog steeds komt de leeuw voor in het provinciewapen en in de wapens van veel Gelderse en Limburgse steden (Noord-Limburg was destijds ook Gelders). Ook in het Limburgse provinciewapen staat de gekroonde dubbelstaartige leeuw. Veel steden voegden ter onderscheid iets van hen zelf toe. In het Hattems wapen is dat de ster tussen de staarten. De betekenis en herkomst van deze ster, die zeker al in de 15e eeuw werd gevoerd, is niet duidelijk. In 1816 is door onoplettendheid een van de twee staarten van de leeuw weggelaten in het wapendiploma dat toen aan Hattem werd verleend. Bij het koninklijk besluit van 25 november 1991 is dat weer rechtgezet.

### Vlag van Hattem
Vijf banen van blauw en geel in de verhouding 1:1:4:1:1, met op de middelste baan een gele mispelbloem. Verhouding hoogte:lengte vlag = 2:3. Er is gebruikgemaakt van de kleuren van het Gelders wapen die ook terug zijn te vinden in het stadswapen. Mispelbloem: de wapenfiguur uit het oudste Gelderse wapen. Raadsbesluit d.d. 22-02-1971.

## Politiek

### Gemeenteraad

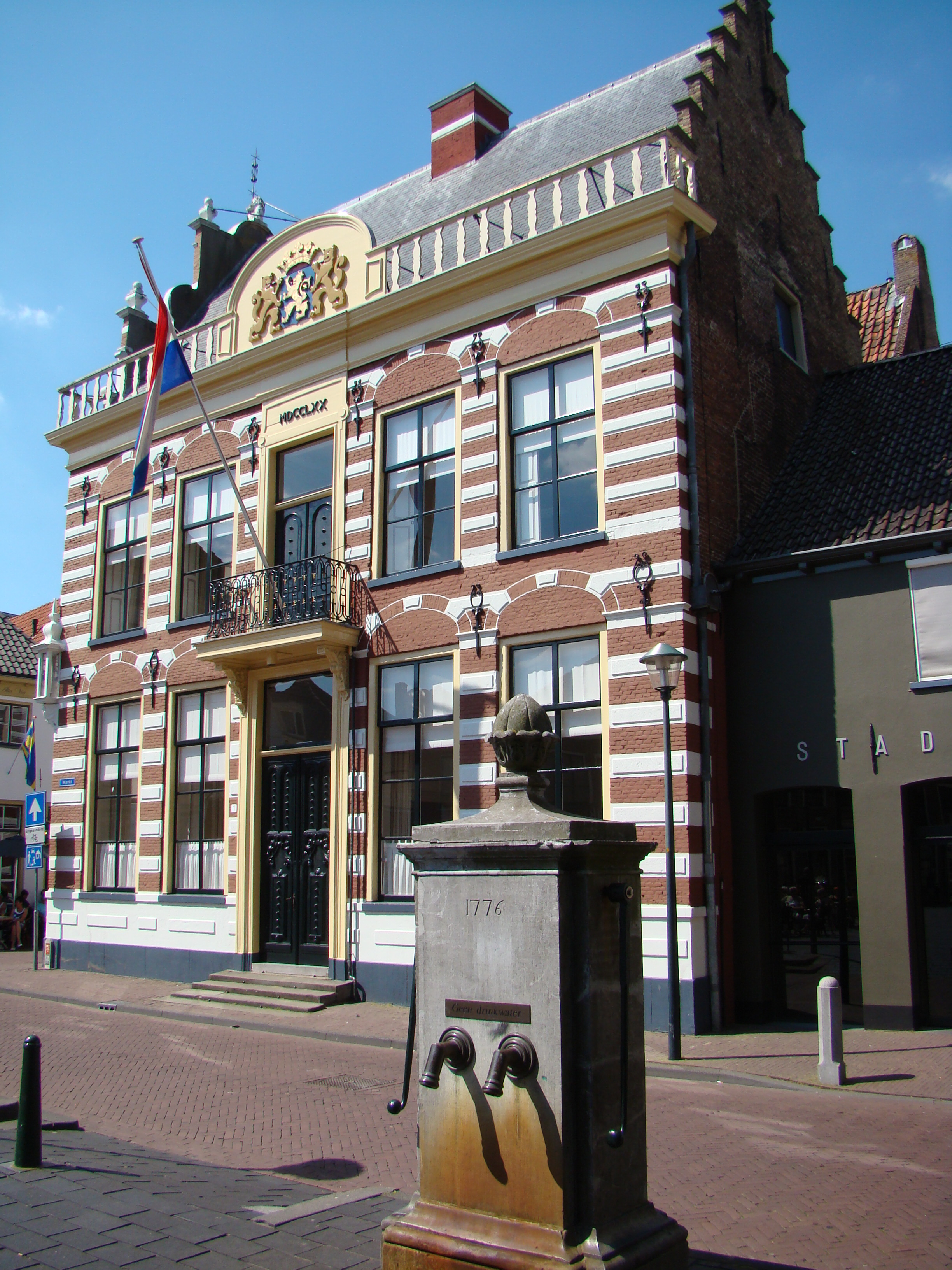
Stadhuis van Hattem

De gemeenteraad van Hattem bestaat uit 15 zetels. Hieronder volgt de samenstelling van de gemeenteraad sinds 1994:
| Partij                           | 1994 | 1998 | 2002 | 2006 | 2010 | 2014 | 2018 | 2022 |
| -------------------------------- | ---- | ---- | ---- | ---- | ---- | ---- | ---- | ---- |
| HattemCentraal                   | -    | -    | -    | -    | -    | -    | -    | 4*   |
| ChristenUnie (tot 2002: RPF/GPV) | 3    | 4    | 4    | 4    | 4    | 3    | 4    | 4    |
| PvdA/GroenLinks (tot 2022: PvdA) | 4    | 4    | 5    | 6    | 4    | 2    | 3    | 3    |
| CDA                              | 4    | 4    | 4    | 3    | 3    | 4    | 4    | 2    |
| VVD                              | 2    | 2    | 2    | 2    | 3    | 3    | 2*   | 1    |
| D66                              | 2    | 1    | 1    | -    | 1    | 3    | 2    | 1    |
| Totaal                           | 13   | 15   | 15   | 15   | 15   | 15   | 15   | 15   |

* Tot en met 10 mei 2021 behoorden de leden van de fractie Hattem Centraal tot de lokale VVD. Na de verkiezingen van 2022 had Hattem Centraal vier zetels. In datzelfde jaar besloot een van deze raadsleden om zelfstandig verder te gaan.

### College van B en W
Het college van burgemeester en wethouders wordt voor de periode 2022-2026 gevormd door de burgemeester en drie wethouders. De wethouders zijn voorgedragen vanuit de coalitie die bestaat uit de ChristenUnie, PvdA/GroenLinks en D66.
Marleen Sanderse (CDA) is sinds 2020 burgemeester van Hattem.

## Aangrenzende gemeenten
| Aangrenzende gemeenten | Aangrenzende gemeenten | Aangrenzende gemeenten | Aangrenzende gemeenten | Aangrenzende gemeenten |
| ---------------------- | ---------------------- | ---------------------- | ---------------------- | ---------------------- |
|                        |                        | Kampen (O)             |                        |                        |
|                        |                        |                        |                        |                        |
| Oldebroek              | Zwolle (O)             |                        |                        |                        |
|                        |                        |                        |                        |                        |
|                        |                        | Heerde                 |                        |                        |

## Bezienswaardigheden
- Anton Pieck Museum
- Voerman Stadsmuseum Hattem
- Nederlands Bakkerijmuseum
- Dijkpoort
- Restanten Dikke Tinne
- Molen De Fortuin
- De Grote of Andreaskerk
- Het Stadhuis van Hattem
- Lijst van beelden in Hattem

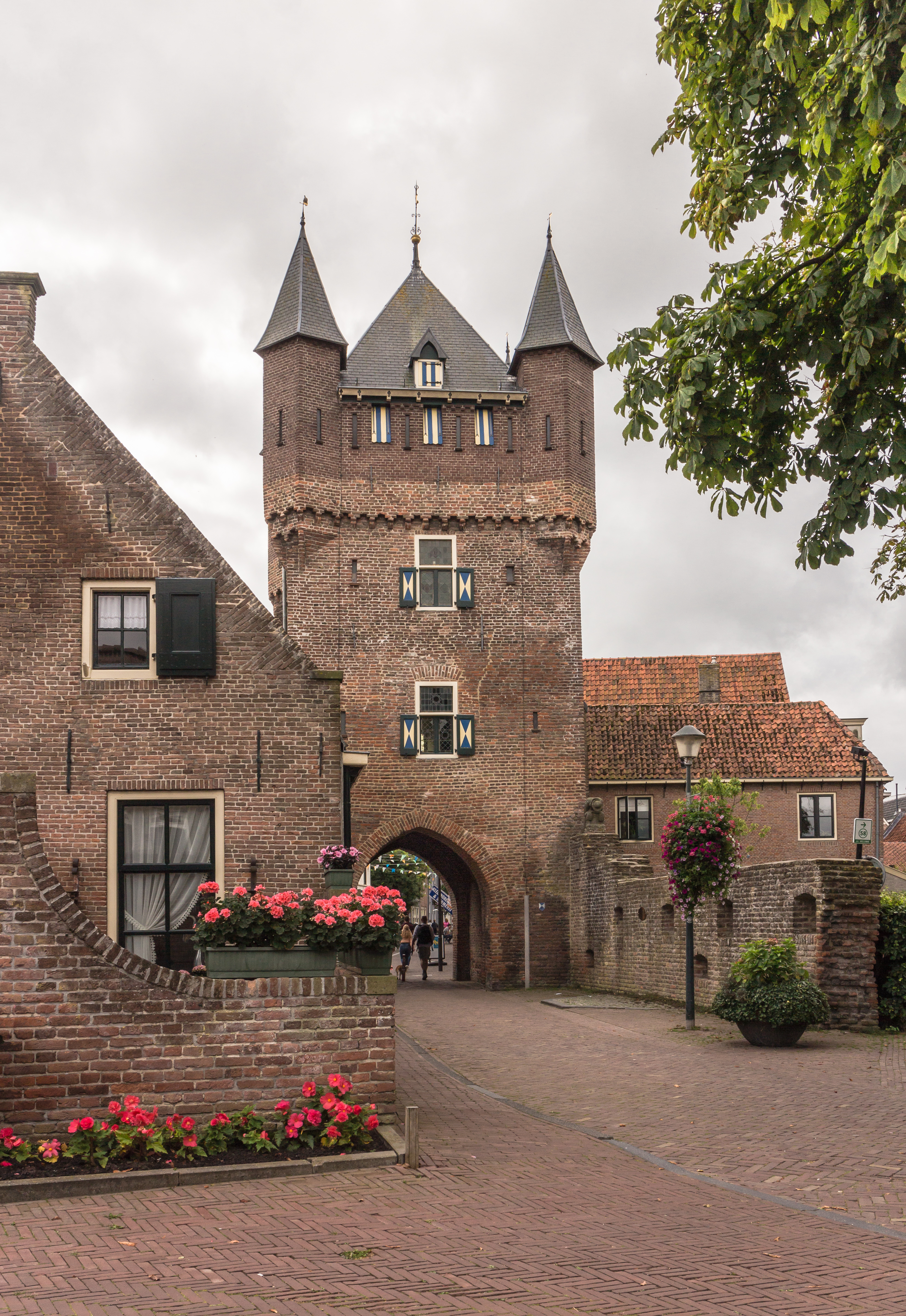
Hattem, Dijkpoort

- Een groot deel van de oude stadsmuur, stadsgracht en stadstuinen
- Landhuis en landgoed Molecaten, Watermolen van Molecaten en het voormalige Spieker, Spijker Watervliet

### Monumenten
Een deel van Hattem is een beschermd stadsgezicht. Zie ook:
- Lijst van rijksmonumenten in Hattem
- Lijst van gemeentelijke monumenten in Hattem
- Lijst van oorlogsmonumenten in Hattem

### Hezenberg
In Hattem bevindt zich, in een gebouw uit 1851 (gemeentelijk monument), het oecumenisch-christelijk centrum De Hezenberg, opgericht in 1946. De Hezenberg is een centrum voor klinische en ambulante GGZ (geestelijke gezondheidszorg), pastoraat en retraite. De Hezenberg is ontstaan vanuit de Möttlinger-beweging. Hedendaagse inspiratie vindt men in de oecumenische gemeenschappen van Taizé en Iona.

## Historische verenigingen
- Stichting Stadskern Hattem
- Vereniging Heemkunde Hattem

## Hattemer volkslied
Dit lied is gedicht door W. Coster, kort voor de feesten van “Hattem 650 jaar stad” in 1949. Op alle scholen heeft Coster het toen met de kinderen ingestudeerd. De melodie is van L. Kwakkel, de muziek van K. Rouw.

## Recreatie
- Golfbaan en een golfcentrum
- Outdoorsporten (kano)tochten
- Voetbal
- Hockey
- Tennis
- Tafeltennis
- Fiets- en mountainbikegelegenheden
- Zwembad
- IJsbaan en diverse speeltuinen in de wijken
- Haven
- Bowlingbanen
- Oldtimerdag
- Chocoladefestival
- Dikke Tinne festival
- Kunstmarkt Hattem

## Sport
- Tafeltennisvereniging Bultman/Smash '70; sinds 2008 gepromoveerd naar de eredivisie.
- De Hattemse Mixed Hockey Club
- Volleybalvereniging HVV Hattem
- Voetbalvereniging VV Hattem
- Voetbalvereniging SV Hatto Heim
- Tourclub Hattem TC Hattem
- Gymvereniging Hanze Gym
- Zwemsportvereniging Z&PC Hatto Heim
- Golfvereniging DutchGolf Hattem
- Golfvereniging Hattemse Golf & Country Club
- Tennis- en padelclub T.P.C Hattem; sinds oktober 2019 beschikt de club naast acht tennisbanen ook over twee banen om padel te spelen.

## Muziek
- Christelijke Muziekvereniging Hattem (CMH)
- Fanfarekorps 'Ons Genoegen'
- Muziekvereniging "Ontwaakt"
- Christelijk Mannenkoor Hattem (DEV)
- Hattems Mannenkoor

## Geboren in Hattem
- Claus van de Werve (±1380-1439), beeldhouwer
- Jan III van Egmont (1438-1516), stadhouder van Holland, Zeeland en West-Friesland
- Jacob ten Starte (±1480-1534), eerste drost van Bredevoort
- Hendrik Gerrit van Raan (1751-1821), bouwmeester
- Herman Willem Daendels (1762-1818), patriot, militair en gouverneur-generaal van Nederlands-Indië (1808-1811)
- Johan Cateau van Rosevelt (1823-1891), cartograaf en bestuurder van de kolonie Suriname
- Anthony Brummelkamp jr. (1839-1919), predikant, politicus en journalist
- Jan Voerman jr. (1890-1976), lithograaf
- Clare Lennart (1899-1972), schrijfster
- Heertjen Ubbo Bouwman (1901-1961), politicus
- Willem Jacob van Stockum (1910-1944), theoretisch natuurkundige
- Dries Zielhuis (1916-2007), burgemeester
- Wim de Ruiter (1951), wielrenner
- Ellen Spijkstra (1957), keramist en fotograaf
- Doret Tigchelaar-van Oene (1960), politica en burgemeester
- Martin Wijnen (1966), luitenant-generaal
- Jan van Raalte (1968), voetbalcoach
- Ellen Kuipers (1971), hockeyinternational
- Margje Fikse (1975), televisiepresentatrice en -verslaggeefster
- Martijn Muijs (1982), radio-dj
- Kay Velda (1990), voetballer
- Jasmijn Dijsselhof (2001), voetbalster

## Bekende (oud-)inwoners
- Catharina van Beieren (1361-1400), Hertogin van Gelre
- Jan II van Wassenaer (1483-1523), krijgsheer en burggraaf van Leiden
- Aalt Gerritsz van Dijkhuizen (1788-1864), predikant
- Frederic Adolph Hoefer (1850-1938), militair en historicus
- Meijer de Haan (1852-1895), kunstschilder
- Jan Voerman (1857-1941), kunstschilder
- Walter MacEwen (1860-1943), kunstschilder
- Paul Rink (1861-1903), kunstschilder
- Jan Verkade (1868-1946), kunstschilder
- Lucas Drewes (1870-1969), architect
- Gerrit Haverkamp (1872-1926), kunstschilder
- Cornelis Vreedenburgh (1880-1946), kunstschilder
- Derk Bartels (1883-1937), burgemeester
- Greet Hofmans (1894-1968), alternatieve genezeres en handoplegster[3]
- Bé Thoden van Velzen (1903-1984), beeldhouwer
- Johan Zwanikken (1908-1985), politicus
- Beb Bakhuijs (1909-1982), voetballer
- Sybren van Tuinen (1913-1993), politicus
- Walraven van Heeckeren van Molecaten (1914-2001), particulier secretaris van koningin Juliana der Nederlanden
- Loe de Jong (1914-2005), historicus en journalist
- Frank de Graaff (1918-1993), theoloog
- Winnie Arendsen de Wolff (1919-1987), Engelandvaarder
- Chris van Oosterzee (1922-1989), verzetsstrijder en Engelandvaarder
- Peter Pennink (1924-2007), architect
- Henri Wassenbergh (1924-2014), jurist
- Jan Fiechter (1942-2022), voetballer
- Robert Long (1943-2006), zanger, schrijver, componist, cabaretier en radio- en televisiepresentator[4]
- Martijn Koning (1978), cabaretier[5]

## Trivia
- Vanaf 1887 was er in Hattem officieel een kleine Joodse gemeente, later beschikte deze over een eigen synagoge en begraafplaats. Na de Tweede Wereldoorlog is van deze gemeente weinig van over gebleven.[6] In 2006 is een  plaquette onthuld, die in 2011 vernieuwd is ter nagedachtenis aan 28 Joodse inwoners van Hattem en in de directe omgeving, die door oorlogshandelingen omgekomen zijn.[7] Tevens zijn er 18 zogeheten Stolpersteine gelegd in Hattem.
- Hattem had vroeger twee spoorwegstations van verschillende spoorwegmaatschappijen. Vanaf 21 november 1887 lag dicht bij de stadskern en aan de Stationslaan Station Hattem van de Koninklijke Nederlandsche Locaalspoorweg-Maatschappij (KNLS), dat aanvankelijk "Station Hattem Stad" werd genoemd. Hier was aansluiting met de spoorlijnen Apeldoorn - Zwolle en Hattem - Kampen Zuid. Dit station functioneerde tot 8 oktober 1950 en werd in 1977 gesloopt.
Verder westelijk en aan de Hilsdijk bevond zich vanaf 20 augustus 1863 Station Hattem (NCS), in de volksmond "Station Hattem Centraal" genaamd, verwijzend naar de Nederlandsche Centraal-Spoorweg-Maatschappij (NCS). De spoorlijn Apeldoorn - Zwolle en de Zuiderzeetramweg uit Nunspeet en Elburg sloten hier aan op de spoorlijn Utrecht - Zwolle - Kampen. Op 1 januari 1913 werd het hernoemd tot Station Hattemerbroek. Op 6 mei 1946 sloot het definitief.
- In 1989 werd aan Hattem als enige stad in Nederland het Europese predicaat ‘Best Kept Village’ toegekend.
- Sinds 1996 is Radio Hattem actief in de gemeente Hattem en sinds 2005 RTV Hattem.
- De 700ste verjaardag werd in 1999 gevierd met onder meer de landelijke intocht van Sinterklaas op de nationale televisie.
- Luca, de eerste anorexia-hulphond van Nederland, kwam uit Hattem.[8] Hij werd later het boegbeeld van Stichting MissionPuppy Nederland.

## Fotogalerij

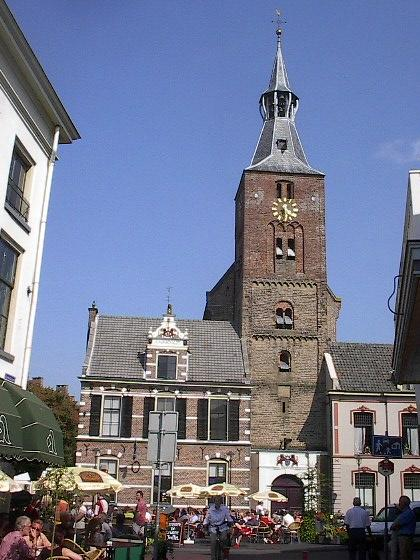
Grote of Andreaskerk
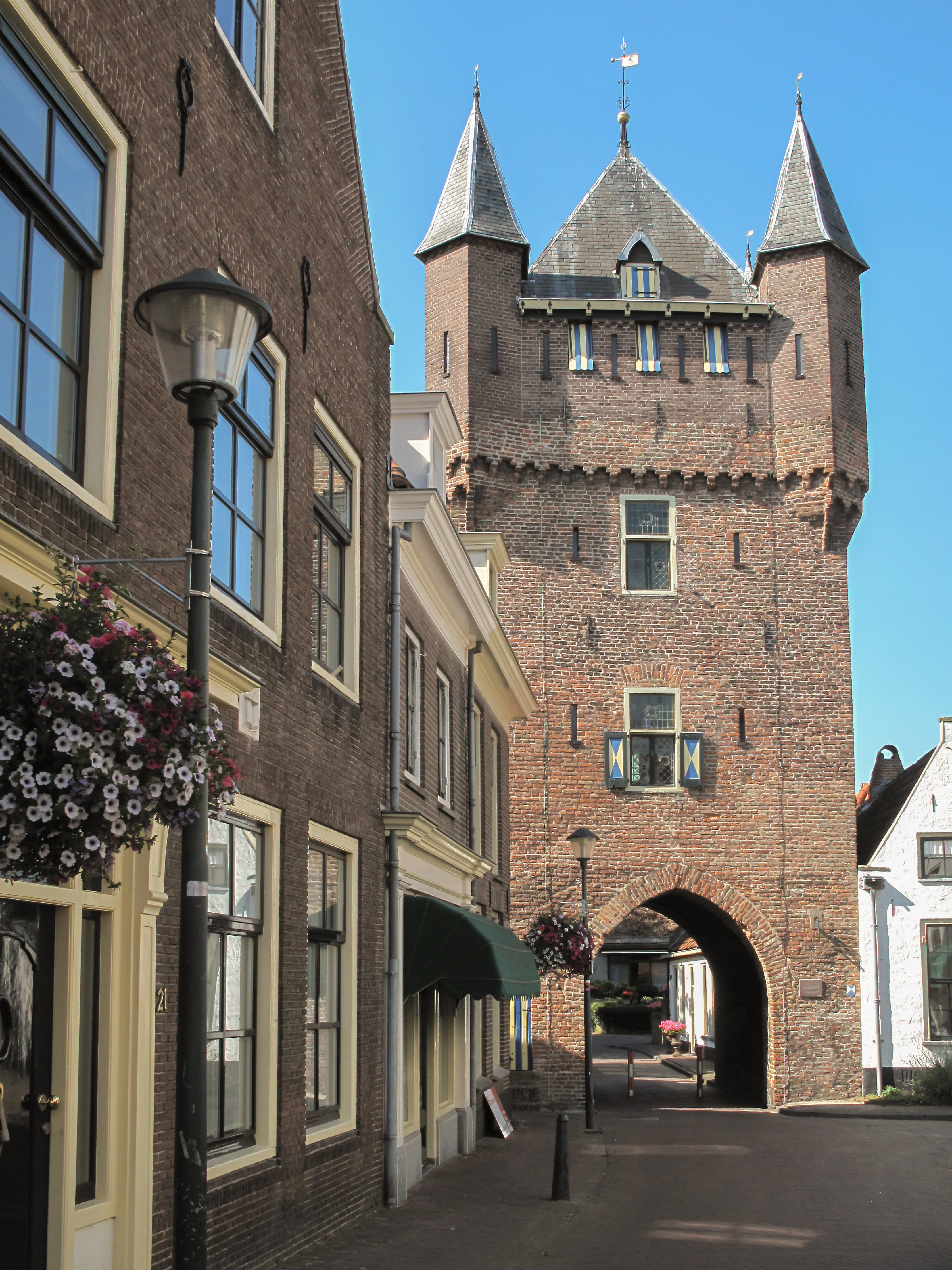
Dijkpoort
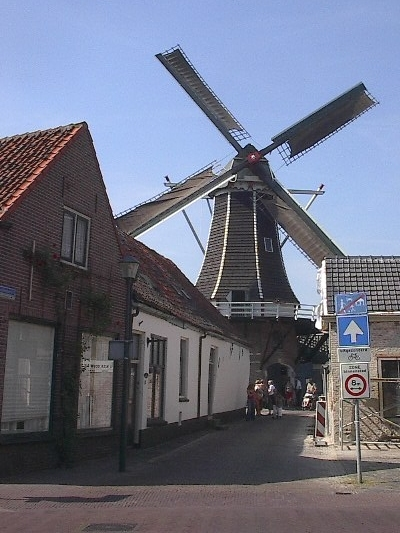
Molen "De Fortuin"
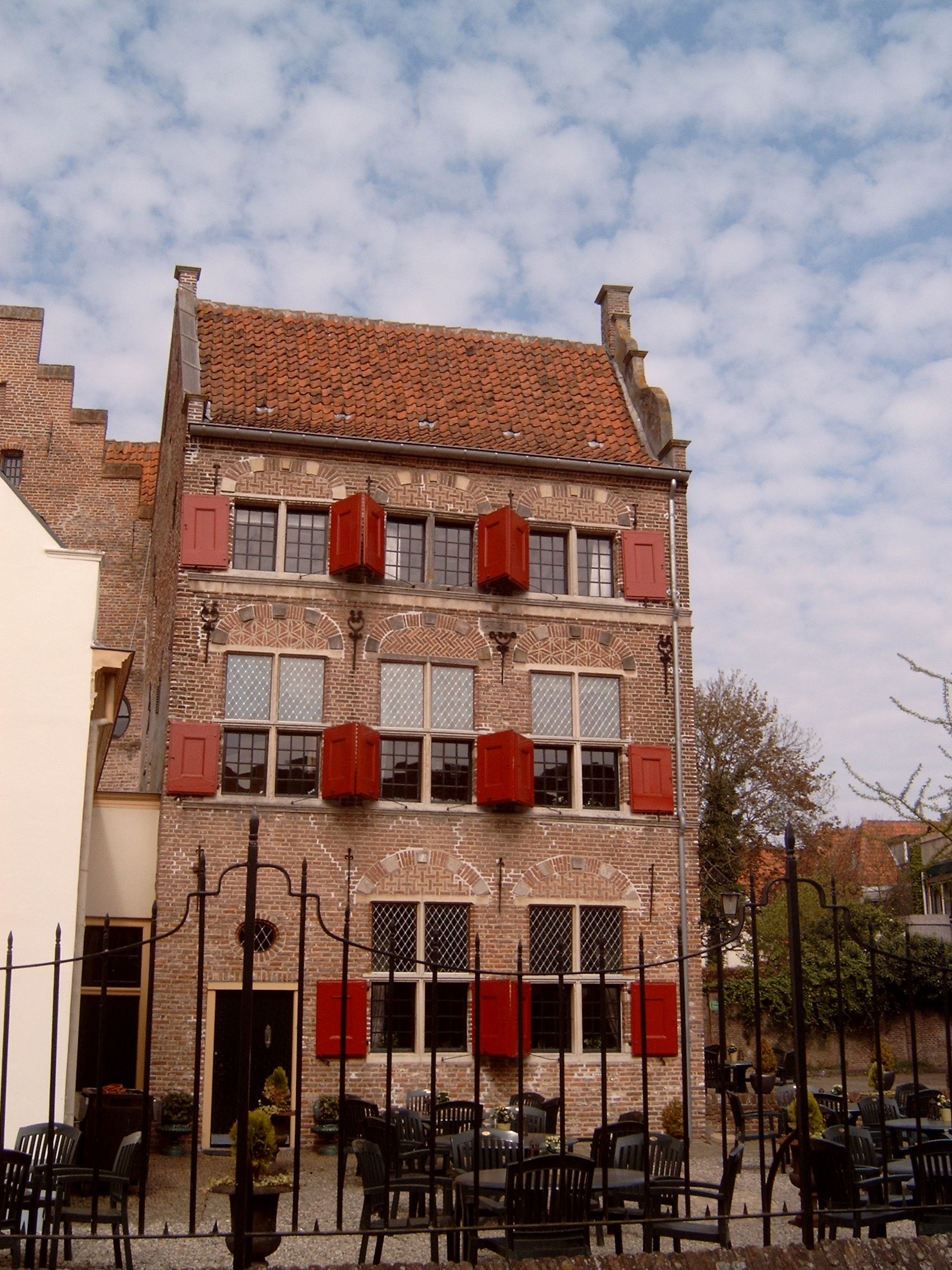
Woonhuis van Herman Willem Daendels
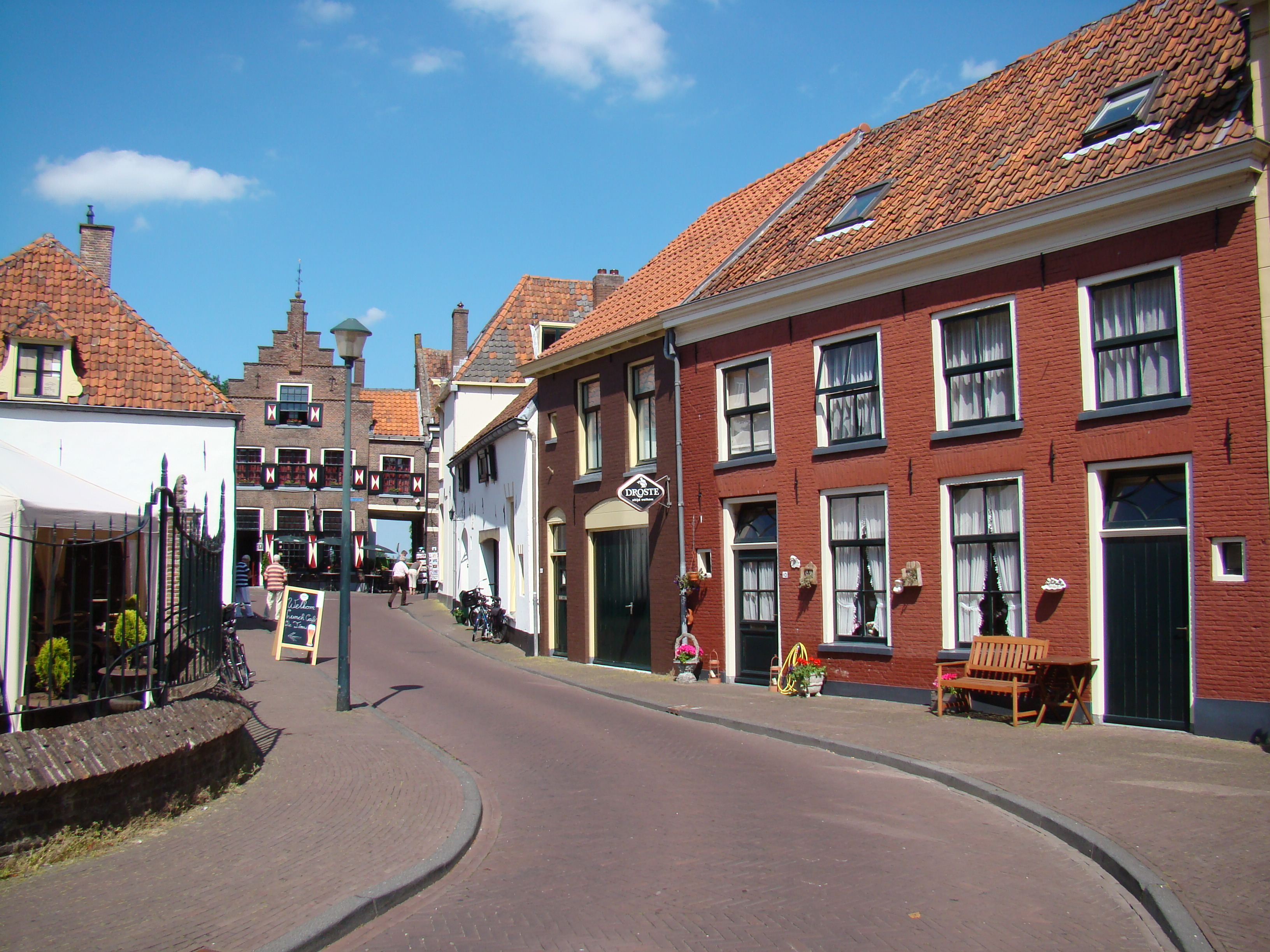
het Warme Land
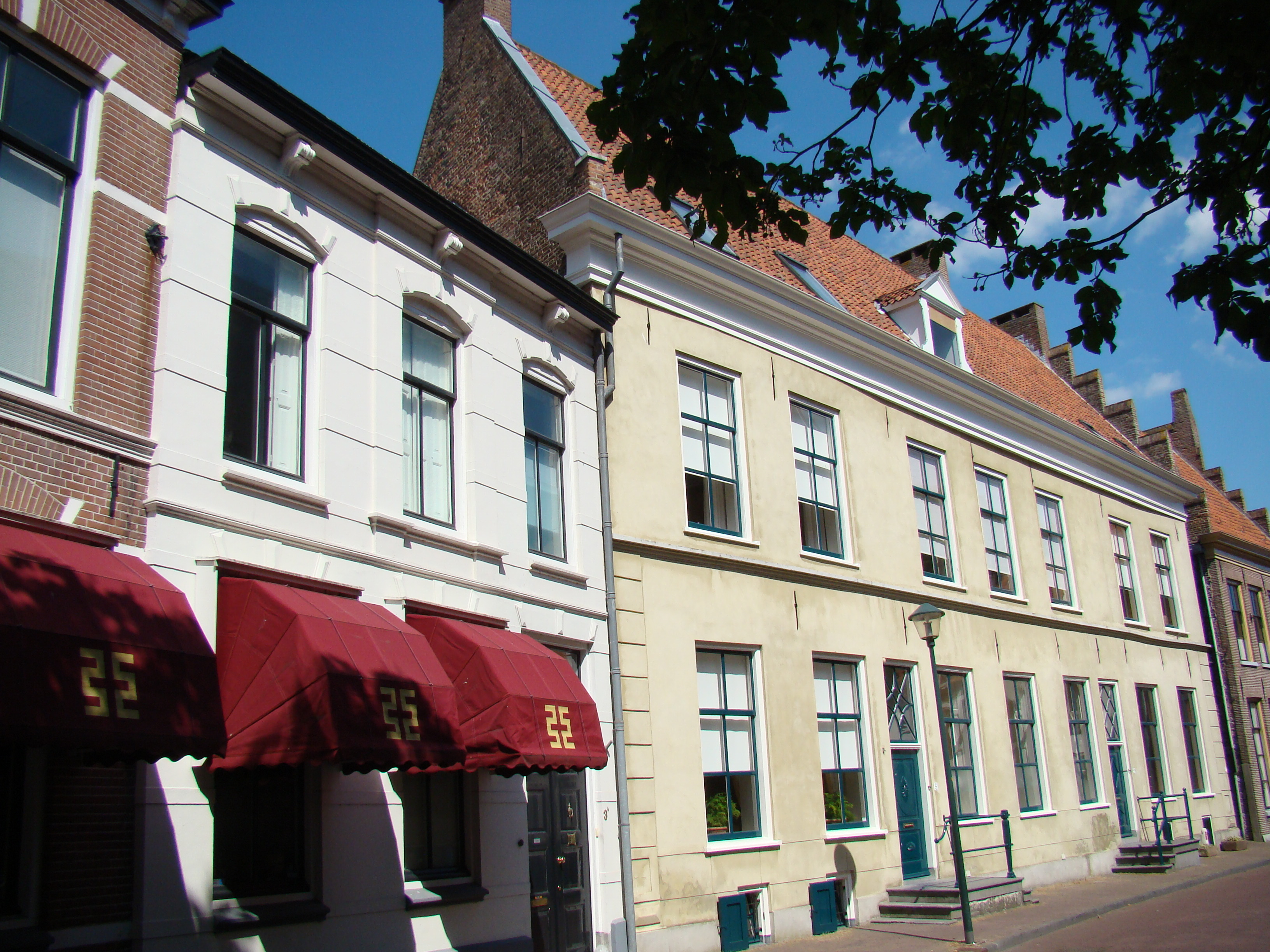
Kerkhofstraat
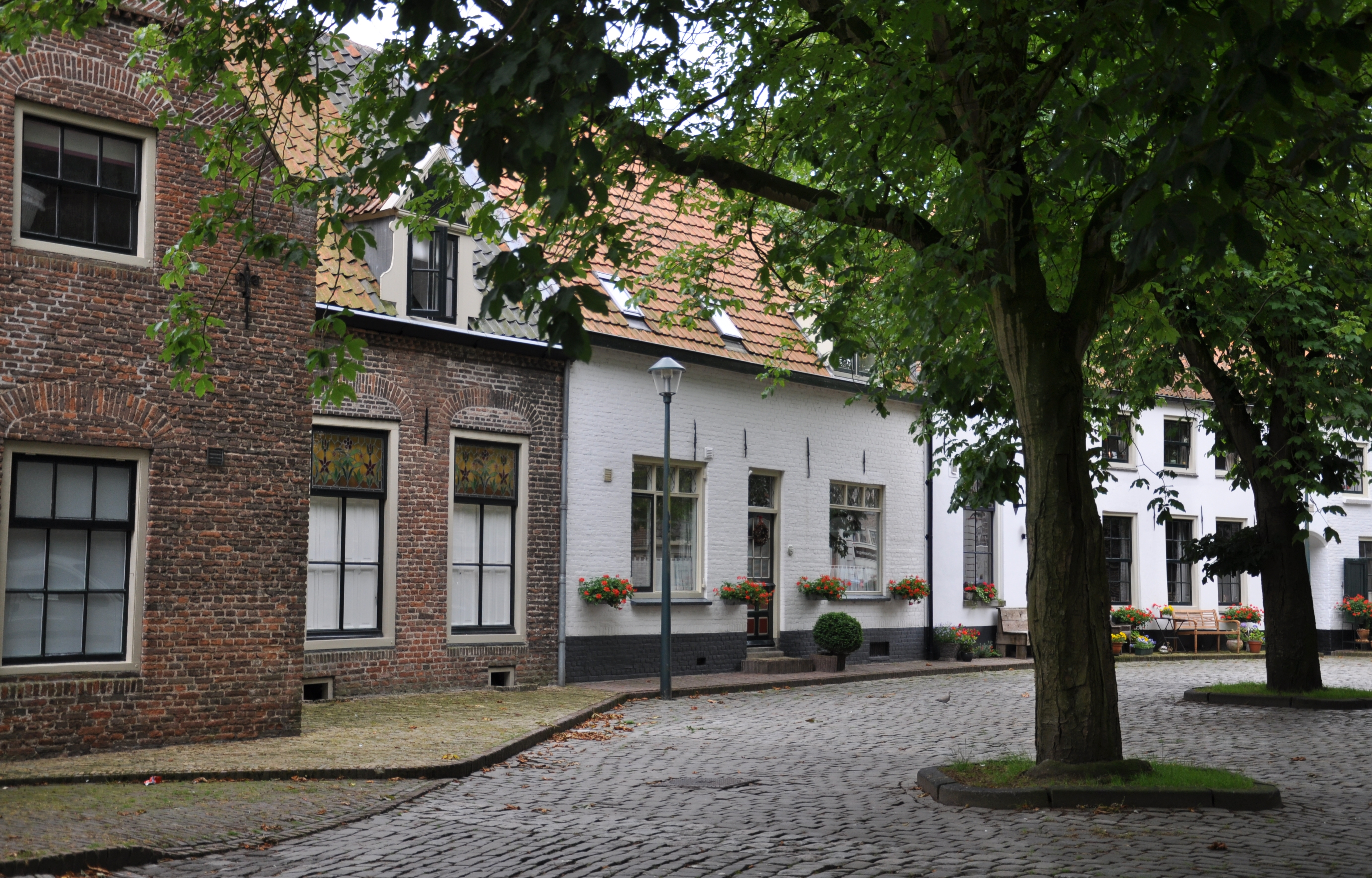
Kerkhofstraat
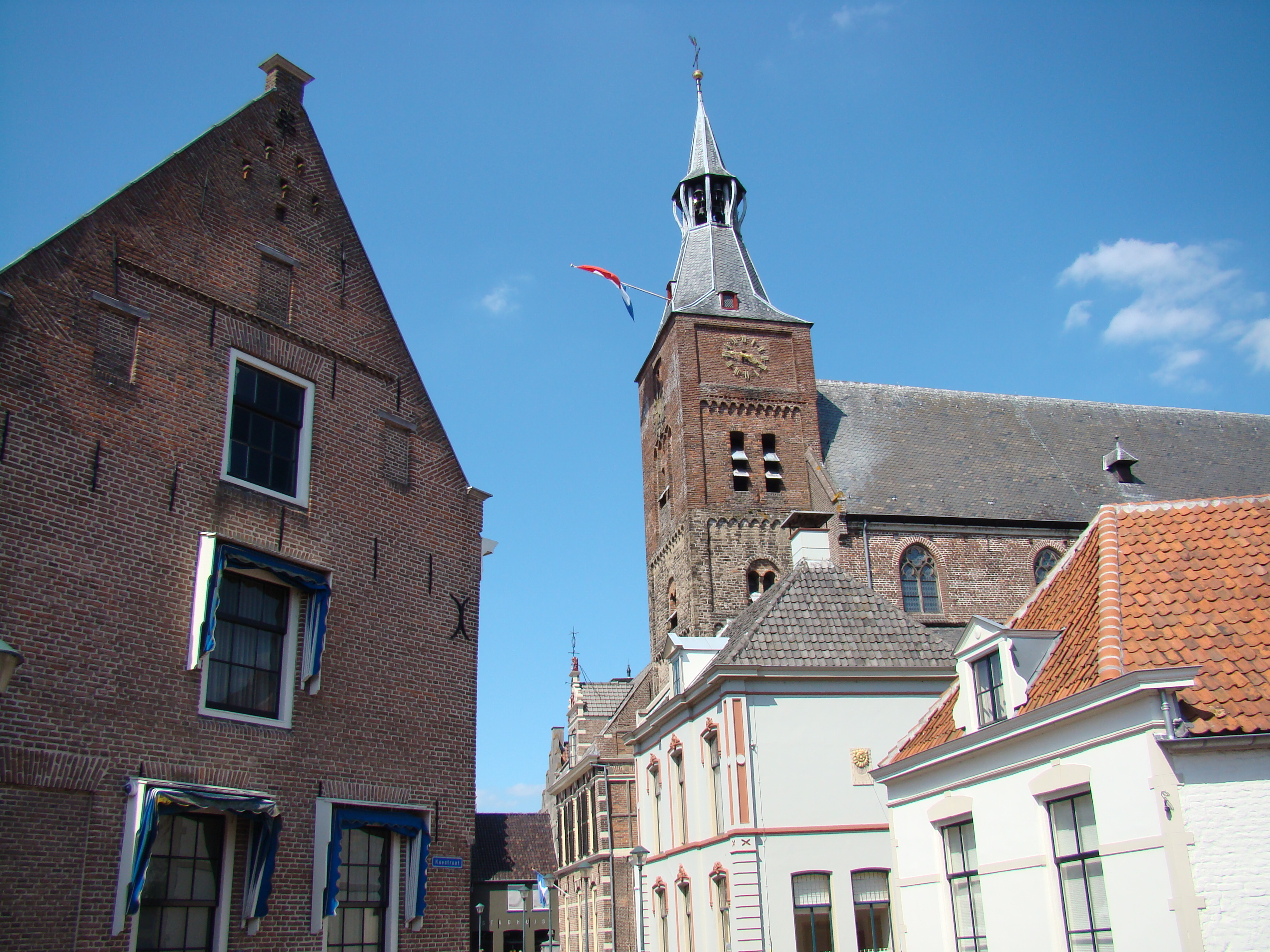
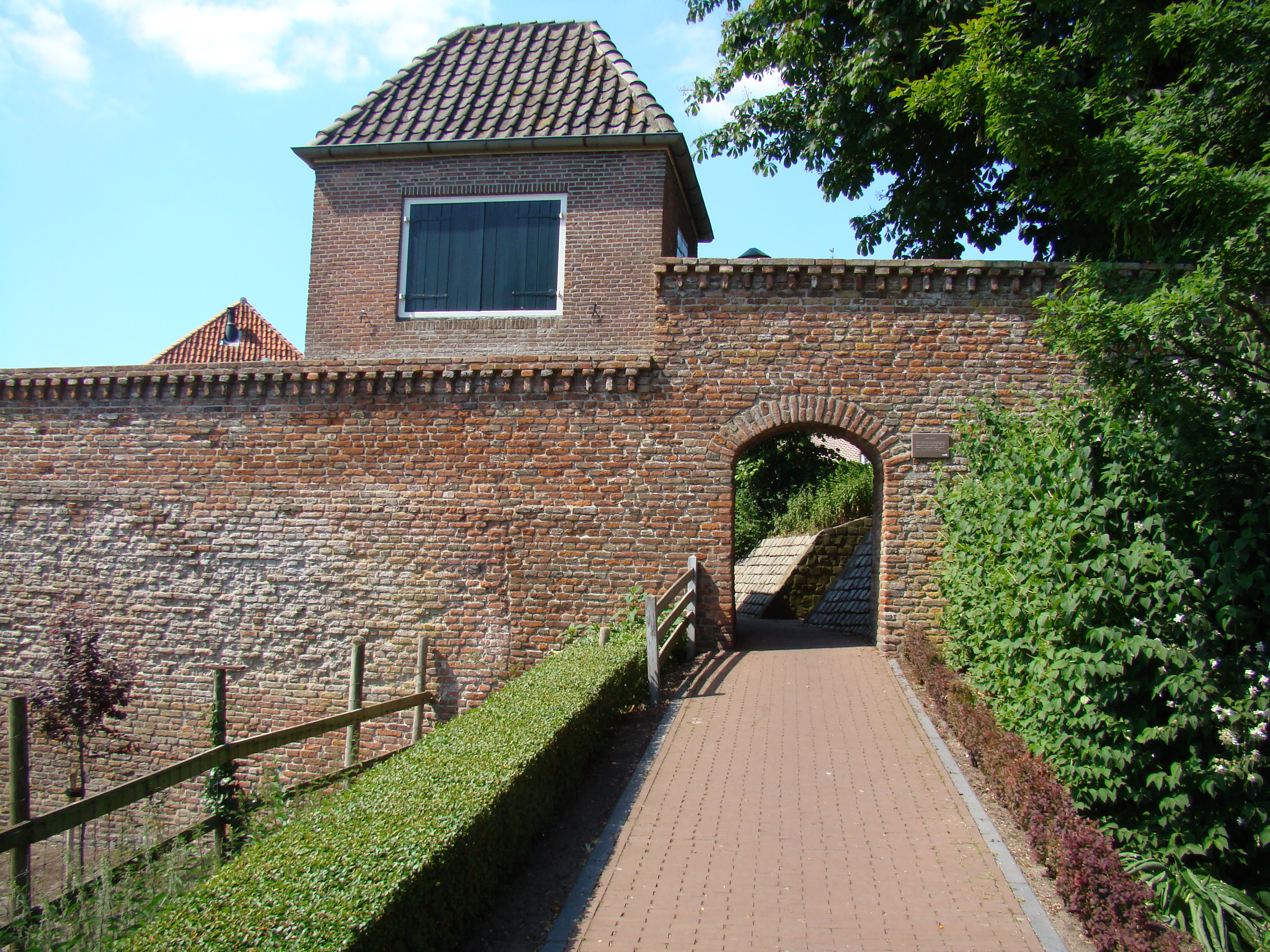
Stadsmuur ter hoogte van het Daendelspoortje
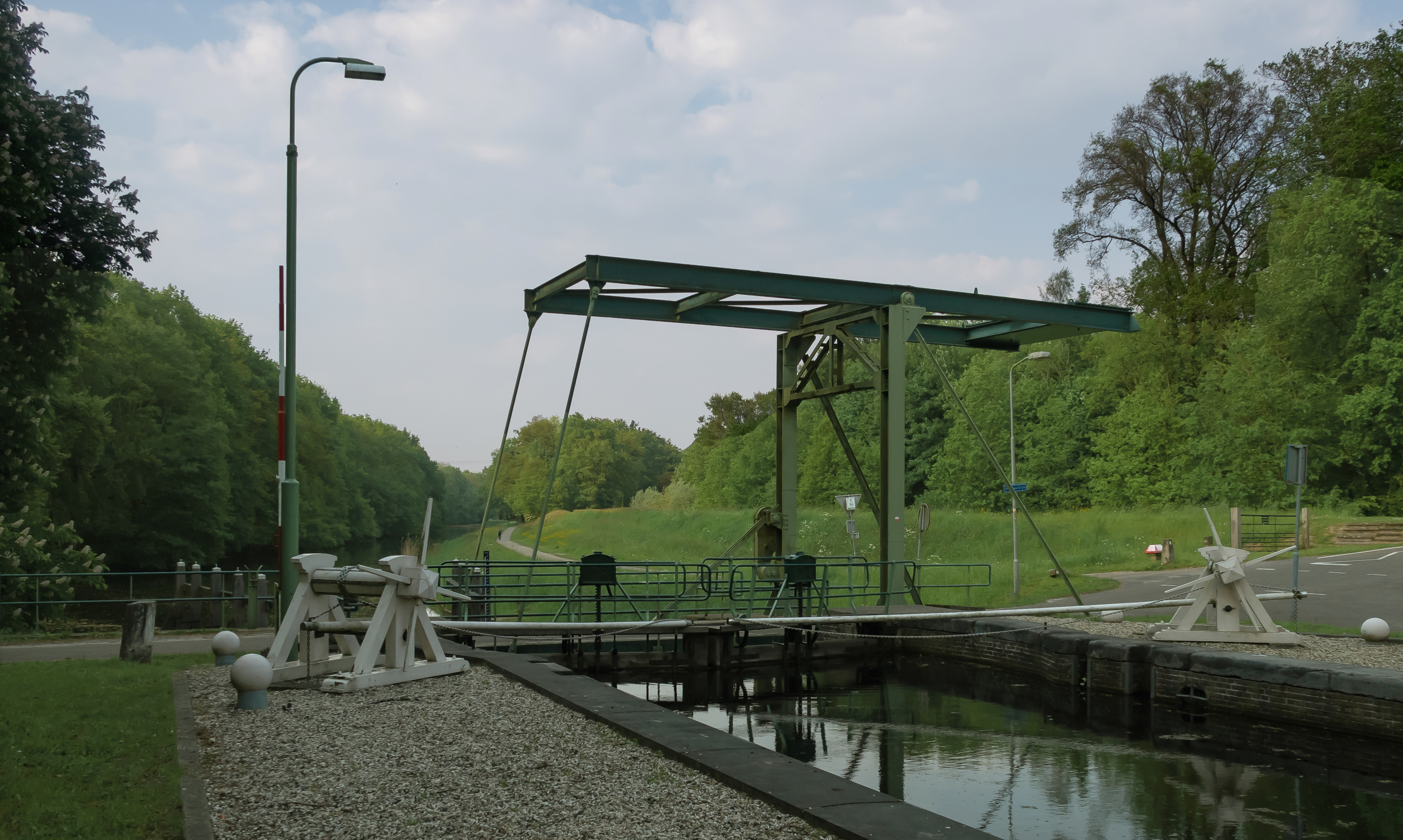
Ophaalbrug bij de Konijnenbergerweg
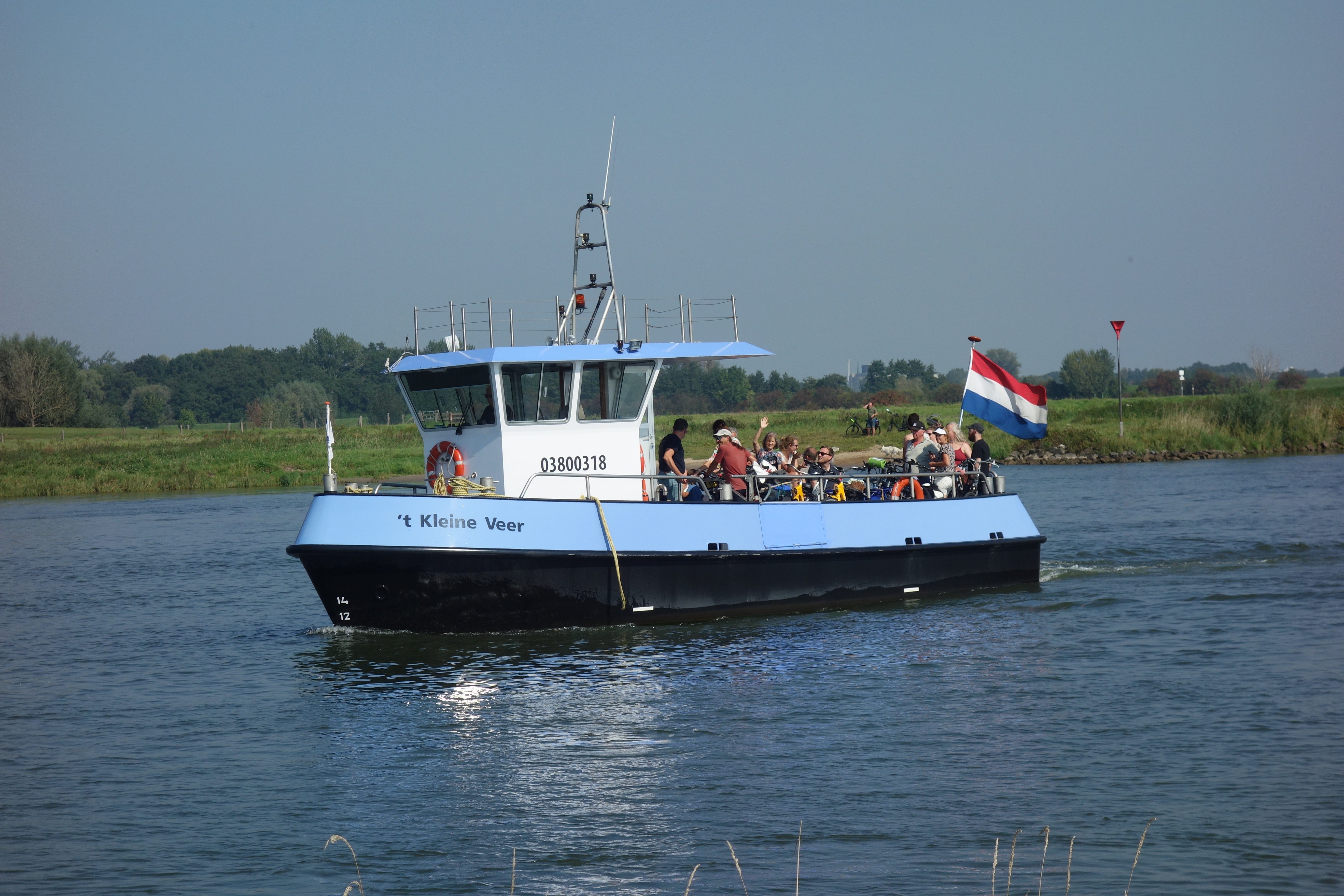
't Kleine Veer (over de IJssel naar Hattem)
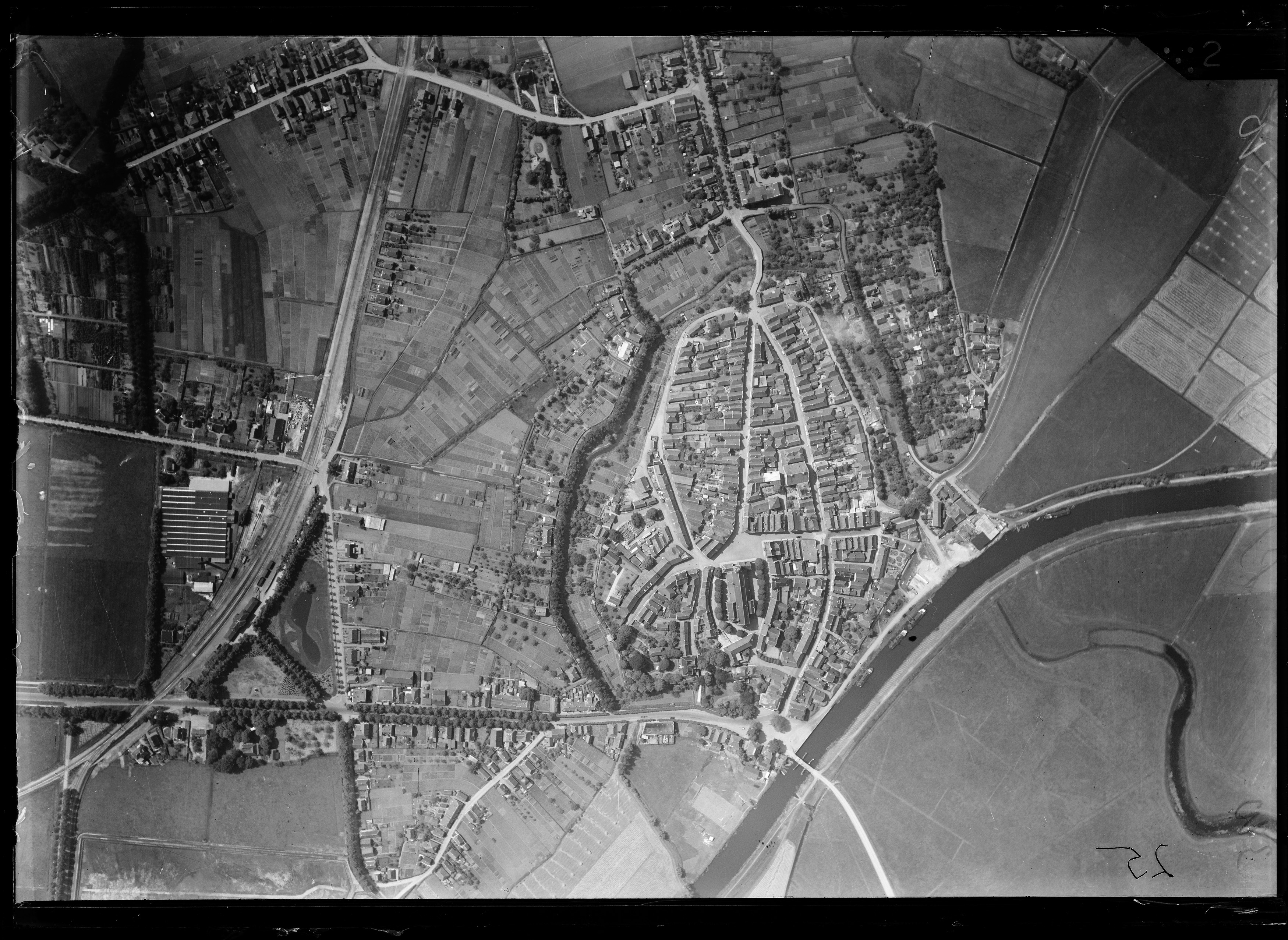
Luchtfoto van Hattem (1920-1940), Nederlands Instituut voor Militaire Historie.